# Greererpeton
Greererpeton – nazwa rodzajowa wczesnokarbońskiego płaza żyjącego w słodkowodnych zbiornikach wodnych. Jego szczątki odnaleziono w Wirginii Zachodniej. 
Zwierzę przypominało półtorametrowego szczupaka. Wielkość kończyn, zwłaszcza przednich, uległa redukcji. Prawdopodobnie służyły one do sterowania. Ilość kręgów przedkrzyżowych (40) była dwa razy większa niż u innych współczesnych mu labiryntodontów. Czaszka była płaska i mierzyła około 18 centymetrów. Na jej powierzchni doszukano się kanałów linii bocznej, narządu zmysłów charakterystycznego dla ryb (i prawdopodobnie pierwszych płazów, jak ichtiostega).